# Загребачка област
Загребачка област је била једна од 33 области Краљевинe СХС. Налазила се на подручју данашње Хрватске. Седиште јој је било у Загребу. Настала је 1922. када је Краљевина СХС подељена на области, постојала је до 1929. године, када је укинута, а њено подручје је укључено у састав Савске бановине.
У њен састав су ушли делови три раније жупаније:
- Загребачке, изузев јужних котара Карловац, Глина, Двор, Петриња и Костајница који су припали Приморско-крајишкој области
- Вараждинске, изузев међимурских котара Чаковец и Прелог, који су припали Мариборској области
- западни део Бјеловарско-крижевачке жупаније, котари Крижевци и Чазма (остатак Б-к. жупаније је постао део Осјечке области).

Простор све три жупаније, с изузетком Двора, поново ће се наћи на окупу у Савској бановини.
Административна подела
Област је садржавала срезове:
- Вараждински
- Великогорички
- Доњостубички
- Дугоселски
- Загребачки
- Зелински
- Златарски
- Иванечки
- Јастребарски
- Клањечки
- Крапински
- Крижевачки
- Лудбрешки
- Новомарофски
- Писаровински
- Преградски
- Самоборски
- Сисачки
- Чазмански

Градови:
- Вараждин
- Загреб
- Крижевци